# The Black Carpet
The Black Carpet (en español: La Alfombra Negra) es el cuarto álbum de estudio del cantante Nicky Jam. Fue publicado el 11 de diciembre de 2007 bajo el sello Pina Records y distribuido por Universal Music Latino.
Alcanzó la posición #24 en la categoría Top Latin Albums de Billboard y cuenta con el sencillo «Ton Ton Ton», el cual alcanzó la posición #7 en la categoría Latin Rhythm Airplay de la revista estadounidense Billboard en 2008.

## Lista de canciones
| N.º   | Título                                              | Productor(es)                    | Duración |  |
| 1.    | «Dime si piensas en mí»                             | Los Magníficos · Mambo Kingz     | 3:20     |  |
| 2.    | «Calor»                                             | Los Magníficos · Tonnez          | 3:26     |  |
| 3.    | «Gas pela» (con R.K.M.)                             | Monserrate & DJ Urba             | 3:28     |  |
| 4.    | «Ton Ton Ton» (con R.K.M. & Ken-Y)                  | Mambo Kingz                      | 2:57     |  |
| 5.    | «Si yo fuera tu hombre»                             | Los Magníficos · Richard Marcell | 3:15     |  |
| 6.    | «Ve y dile (No llores)»                             | Los Magníficos                   | 3:16     |  |
| 7.    | «Ella quiere candela»                               | Nely                             | 3:02     |  |
| 8.    | «Interludio»                                        | Los Magníficos                   | 1:37     |  |
| 9.    | «Desilucionao'»                                     | Los Magníficos                   | 2:36     |  |
| 10.   | «Quédate con él» (con Cruzito y R.K.M & Ken-Y)      | Los Magníficos · Richard Marcell | 3:28     |  |
| 11.   | «Tienes que ser mía»                                | DJ Kalin · Los Magníficos        | 2:55     |  |
| 12.   | «Trankila» (con Carlitos Way)                       | Los Magníficos                   | 3:27     |  |
| 13.   | «Solo y sin amor (Ay ya, ya, yay)» (con J-CO)       | Los Magníficos · Richard Marcell | 3:54     |  |
| 14.   | «Cambiar la rutina» (Interpretado por Carlitos Way) | Los Magníficos                   | 3:31     |  |
| 44:12 |                                                     |                                  |          |  |

## Créditos y personal
Adaptados desde los créditos del álbum.
- Rafael «Raphy» Pina – Productor ejecutivo, ingeniería, mezcla.
- Gorikid – Arte gráfico.
- Ferdinand Rodríguez – Fotografía.
- Fingers Music – Masterización.
- Rafael Cardona – Ingeniería, mezcla.
- Rafael Pabón – Ingeniería, mezcla.
- Richard Marcell – Ingeniería, mezcla, producción.
- Jacob “J-CO” Barbosa – Dirección de voces, invitado.

## Posicionamiento en listas
| Listas (2007–08)                     | Mejor posición |
| ------------------------------------ | -------------- |
| Estados Unidos (Latin Rhythm Albums) | 2              |
| Estados Unidos (Top Latin Albums)    | 24             |